# Inglewood (Californie)
Pour les articles homonymes, voir Inglewood.
Inglewood est une ville du sud-ouest du comté de Los Angeles, dans l'État de Californie, aux États-Unis. La commune d'Inglewood a été constituée le 8 février 1908 et compte aujourd'hui une population de 112 580 habitants.

## Présentation
Dans le centre-ville se trouve une peinture murale intitulée History of Transportation et conçue en 1940 par Helen Lundeberg dans le cadre de la Work Projects Administration. Ses 60 panneaux ont été rénovés au début du XXIe siècle et se trouvent dans le Grevillea Art Park.
Depuis 2020, le nouveau stade de football américain des Rams de Los Angeles et des Chargers de Los Angeles, le SoFi Stadium se trouve à Inglewood.
La construction de l'Intuit Dome, nouvelle salle des Clippers de Los Angeles, doit s'achever en août 2024.

## Politique

### Maires
| Période         | Période         | Identité           | Étiquette       | Qualité                               |
| --------------- | --------------- | ------------------ | --------------- | ------------------------------------- |
| Février 1908    | Avril 1914      | William H. Kelso   |                 | Premier maire d'Inglewood, Californie |
| Avril 1914      | Avril 1916      | Louis B. Hardin    |                 |                                       |
| Avril 1916      | Avril 1918      | William S. Hudson  |                 |                                       |
| Avril 1918      | Avril 1920      | John Aerick        |                 |                                       |
| Avril 1920      | Octobre 1920    | Claude A. Allen    |                 |                                       |
| Octobre 1920    | Mai 1924        | Samuel H. Spafford |                 |                                       |
| Avril 1927      | Avril 1931      | Hugh B. Lawrence   |                 |                                       |
| Avril 1931      | Décembre 1944   | Raymond V. Darby   |                 |                                       |
| Décembre 1944   | Janvier 1951    | Ernest S. Dixon    |                 |                                       |
| Janvier 1951    | Avril 1963      | George C. England  |                 |                                       |
| Avril 1963      | Avril 1971      | William G. Goedike |                 |                                       |
| Avril 1971      | Avril 1979      | Merle Mergell      |                 |                                       |
| Juin 1979       | Juin 1983       | Lee Weinstein      |                 |                                       |
| Juin 1983       | Novembre 1996   | Edward Vincent     | Parti démocrate | Premier Afro-Américain                |
| Avril 1997      | 25 Janvier 2010 | Roosevelt F. Dorn  |                 |                                       |
| 31 août 2010    | 27 janvier 2011 | Daniel K. Tabor    |                 |                                       |
| 27 janvier 2011 | En cours        | James T. Butts Jr. |                 |                                       |

## Démographie
| Groupe            | Inglewood | Californie | États-Unis |
| ----------------- | --------- | ---------- | ---------- |
| Afro-Américains   | 43,9      | 6,2        | 12,6       |
| Autres            | 26,3      | 17,0       | 6,2        |
| Blancs            | 23,3      | 57,6       | 72,4       |
| Métis             | 4,1       | 4,9        | 2,9        |
| Asiatiques        | 1,4       | 13,1       | 4,8        |
| Amérindiens       | 0,7       | 1,0        | 0,9        |
| Océaniens         | 0,3       | 0,4        | 0,2        |
| Total             | 100       | 100        | 100        |
|                   |           |            |            |
| Latino-Américains | 50,6      | 37,6       | 16,7       |

Selon l'American Community Survey, en 2010 48,24 % de la population âgée de plus de 5 ans déclare parler l'anglais à la maison, 47,64 % déclare parler l'espagnol et 4,12 % une autre langue.
Toujours selon l'American Community Survey, en 2015, 38,4 % de la population d'Inglewood est composée de Mexicano-Américains, 4,9 % de Salvadoro-Américains et 4,2 % de Guatémaltèco-Américains.
| 1910  | 1920  | 1930   | 1940   | 1950   | 1960   |
| ----- | ----- | ------ | ------ | ------ | ------ |
| 1 536 | 3 286 | 19 480 | 30 114 | 46 185 | 63 390 |

| 1970   | 1980   | 1990    | 2000    | 2010    | 2020    |
| ------ | ------ | ------- | ------- | ------- | ------- |
| 89 985 | 94 162 | 109 602 | 112 580 | 109 673 | 107 762 |